# كيمبرلي فيليبس
كيمبرلي فيليبس كاتبة ومعلمة وقيمة فنية في فانكوفر، كولومبيا البريطانية، كندا وهي مديرة معرض SFU في جامعة سيمون فريزر.